# Scott Gimple

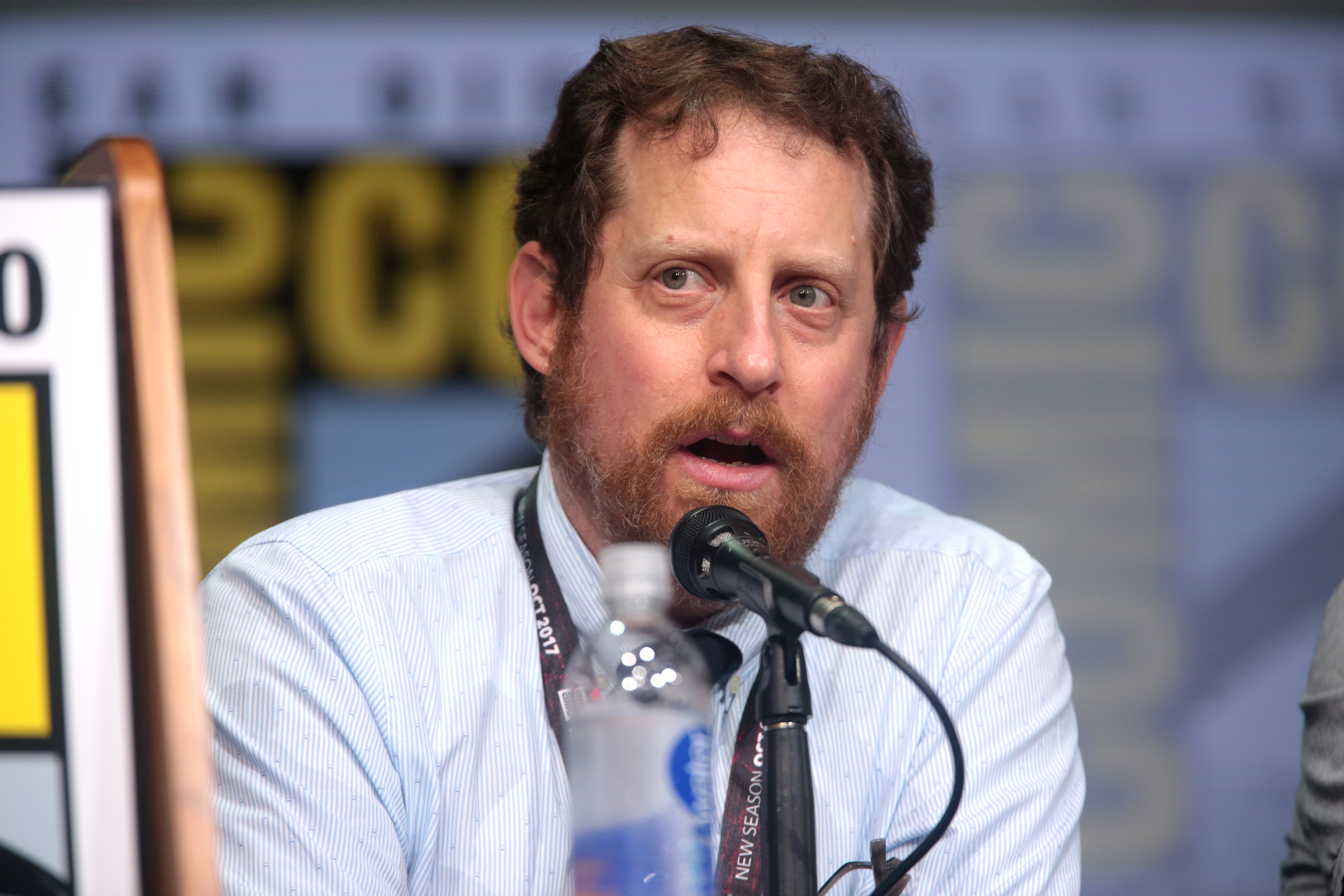
Scott M. Gimple 2017

Scott Milhouse Gimple (* 29. März 1971 in New Jersey) ist ein US-amerikanischer Fernsehproduzent und Drehbuchautor, der vor allem als Showrunner der US-amerikanischen Fernsehserie The Walking Dead international bekannt wurde. Darüber hinaus ist er der Erfinder der Zeichentrickserie Fillmore!.

## Werdegang
Gimple studierte zuerst an der University of Southern California und dann auf der School of CinemaTelevision. Nach seinem Studium arbeitete er an Zeichentrickserien mit wie Pepper Ann und American Dragon: Jake Long. 2002 erfand Scott Gimple die Zeichentrickserie Fillmore!, momentan arbeitet er an der Fernsehserie Drive mit.
Er arbeitete außerdem als Autor einiger Comics zur Fernsehserie Die Simpsons und an Bill Morrisons Heroes Anonymous.
Seit 2013 übernahm Gimple den Posten als Showrunner der vierten Staffel der Zombie-Serie The Walking Dead, bei der er ab der zweiten Staffel als Autor tätig war. Anfang 2018 gab AMC bekannt, dass man sich nach der achten Staffel The Walking Dead von Scott Gimple als Showrunner trennen werde. Zuvor forderten tausende Fans mittels Petitionen die Entlassung von Gimple, nachdem dieser für den TV-Tod eines beliebten Hauptcharakters verantwortlich war, der in der Comic-Vorlage von Robert Kirkman weiterhin am Leben ist. Im Januar 2018 wurde Gimple zum Chief Content Officer des Franchises bei AMC befördert. Seine Nachfolge als Showrunner bei The Walking Dead trat die Fernsehproduzentin und Drehbuchautorin Angela Kang an.

## Filmografie
- 2002: Fillmore!
- 2011–2022: The Walking Dead (Fernsehserie)

## Nominierungen
Bram Stoker Award
- 2011: Bram Stoker Award – Nominierung in der Kategorie Bestes Drehbuch (The Walking Dead)
- 2012: Bram Stoker Award – Nominierung in der Kategorie Bestes Drehbuch (The Walking Dead)
- 2013: Bram Stoker Award – Bestes Drehbuch (The Walking Dead)
- 2014: Bram Stoker Award – Nominierung in der Kategorie Bestes Drehbuch (The Walking Dead)